# Phases (Angel Olsen)
Phases è un album di raccolta della cantante statunitense Angel Olsen, pubblicato nel 2017.

## Tracce
Testi e musiche di Angel Olsen, eccetto dove indicato.
1. Fly on Your Wall – 3:38
2. Special – 7:21
3. Only with You – 2:35
4. All Right Now – 2:59
5. Sans – 2:34
6. Sweet Dreams – 3:11
7. California – 3:49
8. Tougher Than the Rest – 3:31 (Bruce Springsteen)
9. For You – 1:54 (Roky Erickson)
10. How Many Disasters – 2:43
11. May as Well – 2:39
12. Endless Road – 2:04